# 大石田町営里山スキー場
大石田町営里山スキー場（おおいしだちょうえいさとやまスキーじょう）は、山形県北村山郡大石田町にかつて存在したスキー場。
1994年に開業。平日はナイターのみの営業、土日は昼夜とも営業していた。リフト1つのみで運営しており、普通のコースの他迂回コースが存在した。赤字経営が続き、施設老朽化に伴う修繕費で赤字が膨らむことから、2012年のシーズンをもって閉鎖となった。最終シーズンは「無料開放」された。